# Audrey Long
Audrey Gwendoline Long (14 de abril de 1922 – 19 de septiembre de 2014) fue una actriz de cine y teatro estadounidense de ascendencia inglesa, que actuó principalmente en películas de bajo presupuesto en la década de 1940 y principios de la de 1950. Algunas de sus actuaciones cinematográficas más notables son en Tall in the Saddle (1944) con John Wayne, Wanderer of the Wasteland (1945), Born to Kill (1947), y Desperate (1947).

## Primeros años y educación
Long nació el 14 de abril de 1922 en Orlando, Florida, primogénita de padres ingleses. Su padre, Christopher Stanley Long, era ministro episcopal, ciudadano naturalizado estadounidense que sirvió como capellán en la Marina de los Estados Unidos; su madre, Ellen Gwendoline Erskine. Pasó algún tiempo en Hawai, donde nació su hermano menor, John Stanley Long. Fue educada en la St. Margaret's School de Tappahannock, Virginia, Los Gatos High School de Los Gatos, California y Disputanta High School, Virginia. Trabajó como modelo antes de convertirse en actriz.

## Carrera
En 1942, Long debutó en la pantalla en The Male Animal interpretando a una estudiante. Ese mismo año interpretó a una recepcionista en Yankee Doodle Dandy. Le siguieron otros papeles en 1943. En mayo de 1943, Long interpretó el personaje de Dora Applegate en la producción de Broadway Sons and Soldiers. Volvió a trabajar en el cine al año siguiente, como protagonista femenina junto a John Wayne en Tall in the Saddle. En 1945, actuó en Wanderer of the Wasteland.
En 1947, Long tuvo papeles destacados en dos películas de cine negro: Desperate y Born to Kill. Apareció en muchas películas de bajo presupuesto desde 1948 hasta 1951, incluidas seis en 1948. En 1952, Long hizo su última película, Indian Uprising, interpretando el papel de Norma Clemson. Ese año se retiró de la actuación.

## Vida personal
En enero de 1945, Long se casó con Edward Rubin, director de diálogos. Se divorciaron en 1951. El 26 de abril del año siguiente, en California, Long se casó con Leslie Charteris, novelista británico conocido por sus obras que narraban las aventuras de Simon Templar en la serie literaria The Saint. La pareja viajó mucho durante su matrimonio, y Charteris utilizó sus viajes como escenarios para su novela Saint, convertida en la popular serie de televisión británica de los años sesenta. Ambos permanecieron juntos durante más de 40 años, hasta la muerte de Leslie en 1993.

## Muerte
Long falleció el 19 de septiembre de 2014 en Surrey, Inglaterra. Tras su muerte, fue incinerada y sus cenizas se depositaron en una gran urna que contiene las cenizas de su difunto esposo Leslie Charteris. La inscripción de la urna reza  "Love Never Dies".

## Filmografía
| - The Male Animal (1942) - Estudiante - Yankee Doodle Dandy (1942) - Recepcionista de Dietz y Goff (sin acreditar) - Eagle Squadron (1942) - Enfermera - Pardon My Sarong (1942) - Chica en autobús con Tommy (sin acreditar) - The Great Impersonation (1942) - Anna (sin acreditar) - A Night of Adventure (1944) - Erica Drake Latham - Tall in the Saddle (1944) - Clara Cardell - Pan-Americana (1945) - Jo Anne Benson - Wanderer of the Wasteland (1945) - Jeanie Collinshaw - The Lost Weekend (1945) - Guardarropa (sin acreditar) - A Game of Death (1945) - Ellen Trowbridge - Perilous Holiday (1946) - Audrey Latham - Born to Kill (1947) - Georgia Staples - Desperate (1947) - Mrs. Anne Randall - Adventures of Gallant Bess (1948) - Penny Gray - Song of My Heart (1948) - Princess Amalya | - Perilous Waters (1948) - Judy Gage - Stage Struck (1948) - Nancy Howard - Miraculous Journey (1948) - Mary - Homicide for Three (1948) - Iris Duluth aka Mona Crawford - Duke of Chicago (1949) - Jane Cunningham - Air Hostess (1949) - Lorraine Carter - Post Office Investigator (1949) - Clara Kelso - Alias the Champ (1949) - Lorraine Connors - Trial Without Jury (1950) - Myra Peters - David Harding, Counterspy (1950) - Betty Iverson - The Petty Girl (1950) - Mrs. Connie Manton Dezlow - Blue Blood (1951) - Sue Buchanan - Insurance Investigator (1951) - Nancy Sullivan - Cavalry Scout (1951) - Claire Conville - Sunny Side of the Street (1951) - Gloria Pelley - The Bigelow Theatre (1951; serie de televisión) - Indian Uprising (1952) - Norma Clemson |